# Karlheinz Martin
Pour les articles homonymes, voir Martin (nom de famille).
Karlheinz Martin, né Karl Joseph Gottfried Martin le 6 mai 1886 à Fribourg-en-Brisgau (Empire allemand) et mort le 13 janvier 1948 à Berlin (Allemagne occupée), est un réalisateur et scénariste allemand.

## Biographie
Karlheinz Martin a commencé sa carrière théâtrale en 1904 en tant que comédien à Kassel. Ses étapes suivantes furent Naumbourg, Hanovre et Mannheim. En 1909, il a dirigé pour la première fois le théâtre d'été de Bad Schandau. Il se rendit ensuite à Francfort-sur-le-Main, où il dirigea pendant trois ans le Komödienhaus. Il passa ensuite au Schauspielhaus, où il fut la force motrice artistique des années suivantes. Il mit en scène des cycles de Molière et de Shakespeare et contribua à la percée de l'expressionnisme scénique avec ses représentations, comme celle de Bürger Schippel (Carl Sternheim) en 1915.
En 1919, il fut cofondateur du théâtre d'avant-garde Die Tribüne à Berlin, où il mit en scène avec grand succès la pièce Die Wandlung d'Ernst Toller.
Il travailla également au Kleines Schauspielhaus de Berlin, au Volkstheater et au Raimundtheater de Vienne, au Deutsches Künstlertheater de Berlin, au Theater am Nollendorfplatz, à la Berliner Volksbühne, dont il fut le directeur artistique de 1929 à 1932, et au Kammerspiele du Deutsches Theater, Berlin. En tant que metteur en scène de théâtre, Martin est interdit d'exercer sous le régime nazi jusqu'en 1940, si bien qu'il se tourne davantage vers le travail pour le cinéma. À partir de 1940, il est invité à mettre en scène des pièces au Kammerspiele de Munich et au Schillertheater de Berlin.
Après la fin de la Seconde Guerre mondiale, il s'est distingué dans la reconstruction du travail théâtral. Le 15 août 1945, il rouvrit le Hebbel-Theater de Berlin avec l'Opéra de quat'sous de Brecht, pour ensuite produire plusieurs créations : la première allemande du Professeur Mamlock de Friedrich Wolf, la première des Illégaux de Günther Weisenborn et la première du Soldat Tanaka de Georg Kaiser. Martin, qui est également metteur en scène au Théâtre de la Renaissance, a dirigé le Hebbel-Theater jusqu'à sa mort.
Karlheinz Martin meurt en janvier 1948 à l'âge de 61 ans à l'hôpital Auguste Viktoria de Berlin, des suites d'une tuberculose pulmonaire. Il vivait en dernier lieu dans la Gneiststraße 4 à Berlin-Grunewald. Sa dernière demeure est une tombe héréditaire au cimetière boisé de la Heerstraße à Berlin-Westend, appartenant au Land. Sa compagne, la scénographe et costumière Ita Maximowna, a été enterrée à ses côtés en 1988. La dernière demeure de Karlheinz Martin (localisation de la tombe : II-Erb.-31) a été désignée tombe d'honneur du Land de Berlin de 1973 à 2021.

### Carrière cinématographique

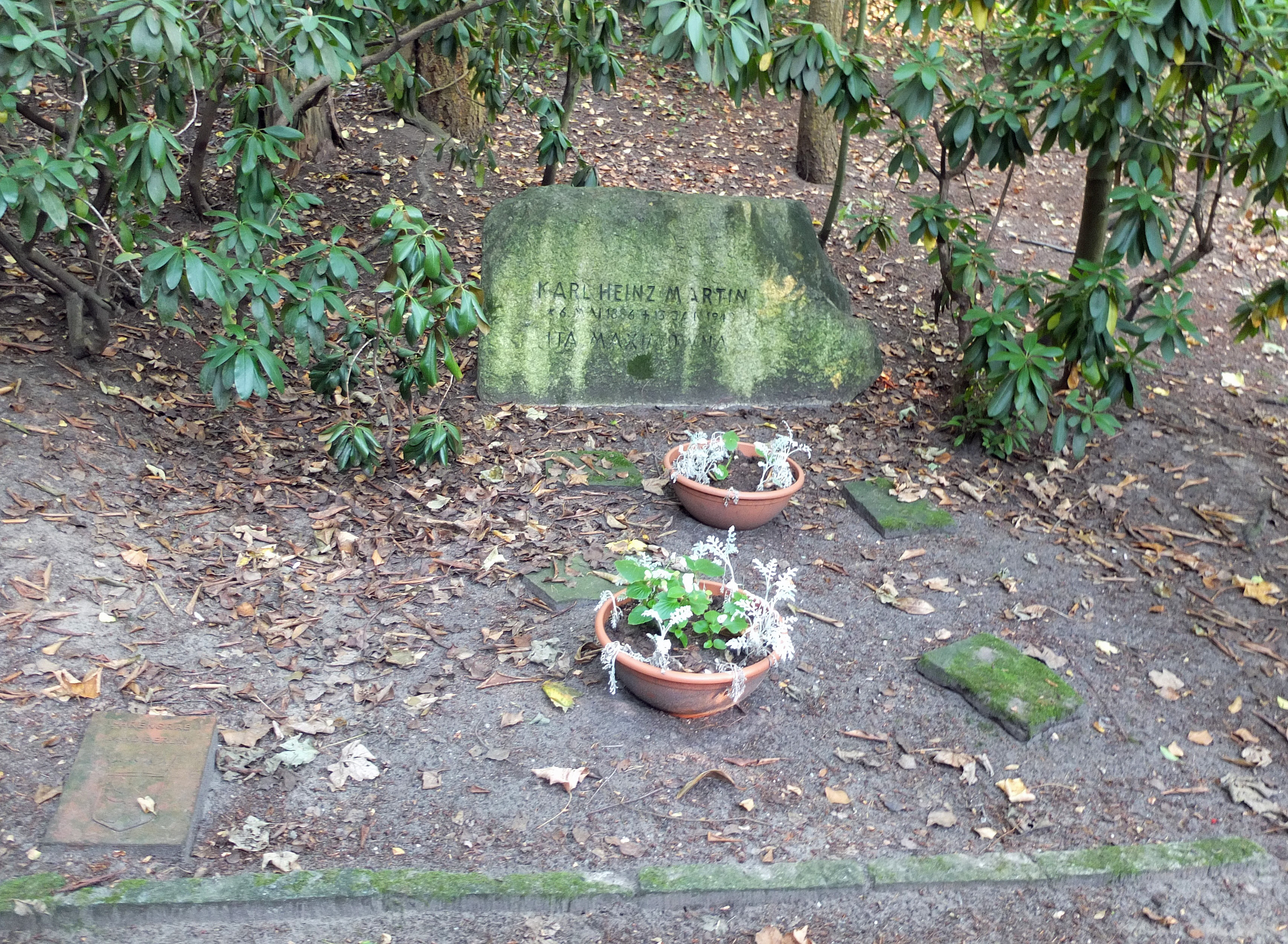
Tombe de Karlheinz Martin au cimetière boisé de la Heerstraße à Berlin-Westend.

À partir de 1919, Martin a également travaillé dans le cinéma. Sa contribution la plus importante fut le film expressionniste De l'aube à minuit (1920), d'après la pièce de théâtre éponyme de Georg Kaiser. Les décors sont peints de lignes blanches déformées et l'arrière-plan est recouvert de murs noirs. Avec les acteurs jouant de manière stylisée, Martin a créé l'une des œuvres typiques du cinéma expressionniste. Le film n'a pas été distribué à l'époque et n'a probablement été diffusé que dans quelques cinémas allemands. Une copie du film a été retrouvée plus tard au Japon.
En 1931, Martin écrivit avec Alfred Döblin le scénario de Sur le pavé de Berlin de Phil Jutzi. Alors qu'après 1933, on ne lui permettait de travailler que sporadiquement au théâtre, il tourna quelques films de divertissement peu exigeants.
Karl-Heinz Martin a permis à des artistes persécutés pendant le régime nazi, comme le danseur et antifasciste Jean Weidt, de fuir l'Allemagne. Weidt est devenu en France un danseur et chorégraphe reconnu. En raison de son engagement en faveur de ses collègues artistes persécutés, Martin ne se vit confier que des réalisations mineures par la Universum Film AG.
Martin fut marié en premières noces à l'actrice Traute Carlsen. L'actrice Roma Bahn fut son épouse de 1916 à 1928. En 1929, il épousa à Berlin Elisabeth Selmeczi née Raab. Ils divorcèrent en 1934. Dans les années 1930, Karlheinz Martin fut temporairement marié à l'actrice autrichienne Rose Stradner.

## Filmographie

### Réalisateur
- 1920 : De l'aube à minuit (Von morgens bis mitternachts) (également scénariste)
- 1920 : Die Verwandlung (it)
- 1921 : La Maison lunaire (it) (Das Haus zum Mond) (également scénariste)
- 1921 : Die Perle des Orients (en) (également scénariste)
- 1931 : Sur le pavé de Berlin (Berlin – Alexanderplatz) (scénariste seulement)
- 1934 : La Paloma
- 1935 : Punks kommt aus Amerika (en)
- 1935 : Anschlag auf Schweda
- 1936 : L'Aventurier de Paris (Der Abenteurer von Paris)
- 1936 : Tu es mon bonheur (Du bist mein Glück)
- 1937 : Die glücklichste Ehe der Welt
- 1937 : Millionäre
- 1937 : Adresse unbekannt
- 1937 : La Voix du cœur (it) (Die Stimme des Herzens)
- 1938 : Rivalité (Konzert in Tirol)
- 1938 : Son premier amour (Der Hampelmann)
- 1939 : Accident ou crime (de) (Verdacht auf Ursula)